# Pseudopilocereus arrabidae
Pseudopilocereus arrabidae là một loài thực vật có hoa trong họ Cactaceae. Loài này được (Lem.) Buxb. miêu tả khoa học đầu tiên năm 1968.